# Ideopsis satellitica
Ideopsis satellitica är en fjärilsart som beskrevs av Hans Fruhstorfer 1899. Ideopsis satellitica ingår i släktet Ideopsis och familjen praktfjärilar. Inga underarter finns listade i Catalogue of Life.